# 阿木古郎镇
阿木古郎镇，是中华人民共和国内蒙古自治区呼伦贝尔市新巴尔虎左旗下辖的一个乡镇级行政单位。

## 行政区划
阿木古郎镇下辖以下地区：
呼格吉勒社区、锡林社区、乌尔逊社区、阿尔山社区、巴音敖包嘎查、塔日根宝力格嘎查、鸿图嘎查、新宝力格嘎查、巴音宝力格嘎查和塔日根诺尔嘎查。